# Liste d'élections en 1823
Chronologie des élections
- 1819
- 1820
- 1821
- 1822
- 1823
- 1824
- 1825
- 1826
- 1827

Cet article recense les élections organisées durant l'année 1823.

Au milieu des années 1820, seuls le Royaume-Uni, les États-Unis, la France, la Norvège et le Portugal procèdent à des élections nationales. Tous appliquent le suffrage censitaire masculin, à l'exception du Portugal qui applique le suffrage universel masculin. 

## Élections nationales en 1823
| Date                            | État              | Élection ou référendum                    | Contexte | Résultat |
| ------------------------------- | ----------------- | ----------------------------------------- | --- | --- |
| 1er juillet 1822 - 14 août 1823 | États-Unis        | Législatives (chambre (en) et sénat (en)) | | Le Parti républicain-démocrate (antifédéraliste, républicain (en)), du président James Monroe, conserve sa majorité écrasante des sièges dans les deux chambres du Congrès. |
| 24 février                      | Mexique           | Fédérales (es)                            | | Cette section est vide, insuffisamment détaillée ou incomplète. Votre aide est la bienvenue ! Comment faire ?                                                               |
| 31 mars                         | Chili             | Directeur Suprême (es)                    | | Cette section est vide, insuffisamment détaillée ou incomplète. Votre aide est la bienvenue ! Comment faire ?                                                               |
| 2 - 28 septembre                | États pontificaux | Conclave                                  | Élection du nouveau pape, chef de l'Église catholique romaine et souverain des États pontificaux, par le collège des cardinaux à la suite de la mort du pape Pie VII. L'empereur François Ier d'Autriche impose son véto à l'encontre du candidat Antonio Gabriele Severoli, l'un des favoris. Les cardinaux sont divisés en deux principales factions : les zelanti (conservateurs radicaux) et les politicani (conservateurs modérés). | Élection du cardinal Annibale della Genga, de la faction zelanti.Il adopte Léon XII pour nom de règne pontifical.                                                           |
| juin 1823 - 20 février 1824     | Norvège           | Législatives (en)                         | | Voir l'article : Liste d'élections en 1824. |